# ヤマタイカ
『ヤマタイカ』は、星野之宣による伝奇・歴史を基礎としたSF漫画である。

## 概要
本作は1983年に『ヤングジャンプ』で連載中断した『ヤマトの火』のリライト作品として『月刊コミックトム』（潮出版社）で1986年11月号から1991年4月号まで連載された。単行本は1987年9月から1991年8月に潮出版社より全6巻として発行され、1997年6月から7月に潮ビジュアル文庫全5巻として発行された。2006年12月より、光文社から『ヤマタイカ』と『ヤマトの火』を収録したシリーズ「レジェンド オブ ヤマタイカ」が刊行されている。
この作品では、日本人のルーツ（根源）を東南アジアから渡ってきた先住民族である火の民族と後に中国大陸方面から渡ってきた日の民族とし、西暦300年ころに両者の対立があり、九州を中心としていた火の民族の邪馬台国は南方と北方に追いやられ、九州北部を制圧した日の民族が大和国へ遷都し、ヤマト王権になったと設定している。ただしこれは、現実の日本人の起源の研究結果を基にしたものではなく、作者の想像による要素が強い。
主人公が超能力を使うなどの設定でSFに分類されていることや、掲載誌がマイナーだったことなどから一般の知名度は高くないものの、著者の代表作のひとつであり、1992年に第23回星雲賞コミック部門で受賞している。

## あらすじ

### 東遷編
20世紀後半の沖縄県の久高島に1700年の時を越えて卑弥呼の後継者が出現し、卑弥呼から受け継いだ銅鐸「オモイマツカネ」により増幅される超能力を使い、「火の民族」の祭り「ヤマタイカ」を画策する。日本中の火山の噴火を伴う「ヤマタイカ」による秩序の混乱を嫌う「日の民族」の法力僧四天王の妨害が始まる。「ヤマタイカ」に必要な、失われた超巨大銅鐸「オモイカネ」を捜し求める火の民族と、日の民族の対立は九州から出雲国を経て伊勢国の朝熊山へ移動する。朝熊山での戦いののち、火の民族は「オモイカネ」が改鋳されて奈良の大仏の材料にされていたことに気付く。双方の決戦の末、火の民族は奈良の大仏を「オモイカネ」へと鋳造し復活させることに成功、それを手に入れて沖縄へと引き上げ、一方、四天王は残り1人となった。

### 東征編
火の民族はまず、「オモイカネ」の力で大日本帝国海軍の戦艦「大和」を海底から浮上させ、「ヤマタイカ」祭りの依代にしたてる。復活した無人の戦艦「ヤマト」は、火の民族の無意識の意志に反応して、自ら沖縄の在日米軍基地を攻撃し、アメリカ第七艦隊と交戦しつつ、太平洋を東進する。
火の民族は、その動乱に揺れる沖縄から遂に「ヤマタイカ」を開始した。相次ぐ火山の噴火による混乱と戦艦「ヤマト」の無敵の活躍は、火の民族に眠っていた魂を揺さぶり、彼らは次々と「ヤマタイカ」へと合流していく。沖縄からはじまった「ヤマタイカ」は九州から本州を北上。また火の民族は、同胞であるアイヌ、蝦夷の民がいる北海道、東北からも、関東へと南下する「ヤマタイカ」を開始せんとする。
一方、日の民族は「オモイカネ」に対抗する超巨大鉄鐸「オモイクロガネ」を作って火山噴火を抑えるとともに、「火を退ける剣」である熱田神宮の神器、「天の叢雲の剣」を盗み出し「ヤマタイカ」阻止を計る。古代に火の民族を征服した日本武尊の霊力を得た日の民族は、勝敗の要となる富士山の噴火阻止に成功。次いで東北地方の火山噴火を阻止していくが、死に臨んだ古代の卑弥呼の最後の抵抗により、南の「ヤマタイカ」北上阻止に失敗。さらに岩木山での火の民族との対決に敗れ、岩木山の噴火と共に、北の「ヤマタイカ」も一気に加熱して東京へと進撃していく。
かくして、南北の火の民族による「ヤマタイカ」は共に首都・東京へと雪崩れ込み、太平洋から戻った戦艦「ヤマト」も、自衛隊の妨害と攻撃を易々と退けて、東京湾への進入を果たす。さらに火の民族の手により、日本の要石である富士山が遂に噴火する。
最後の1人となった四天王は、三種の神器を携えて、戦艦「ヤマト」艦上で卑弥呼（＝アマテラス＝アマミク）の後継者に挑み、相打ちとなる。卑弥呼の後継者の死と共に、ヤマトは大爆発し、消滅した。
その後、1週間続いた富士山の噴火と共に首都で繰り広げられた「ヤマタイカ」は、その狂乱で国家秩序を完膚なきまでに破壊し、かつての踊狂現象と同じように「世直し」を果たす。
祭りを終えた「オモイカネ」は沖縄、久高島へと帰っていった。
その1年後、「ヤマタイカ」に破壊された日本の再生が始まり、次の「ヤマタイカ」を予感させる場面で、物語は終わる。

## 登場人物

### 「火の民族」勢力
伊耶輪神子（いざわ みわこ）
本作品の主人公。沖縄県久高島に古くから続く伊耶輪神女（ノロ）の宗家、伊耶輪家の一人娘で、神女王の地位を継ぐ。歴代神女王で初めて、琉球の創世神であるアマミク＝（卑弥呼）の大霊力を受け継いだ。1700年前から呼びかける卑弥呼の声に従い、火の民の大いなるマツリ「ヤマタイカ」を現代に復活させる。
卑弥呼（ふぃみか）
邪馬台国の女王にして巫女。時空を超え、神子を導く。古代と現代に同時に存在する祭具「オモイマツカネ」や「オモイカネ」を通じて、巨大なエネルギーを直接現代に送ることも出来る。自分に死期が迫っていること、その後邪馬台国が衰亡することを悟っており、未来の巫女に「ヤマタイカ」復活の希望を託した。作中では、日本の太陽神アマテラスであり、琉球の創造神アマミキヨであるとする。
熱雷草作（あたらい そうさく）
神子と岳彦の父で歴史研究家。北海道出身でアイヌの血をひく。太平洋戦争に従軍し沖縄にいたとき、弥生期に南北に分断された古代日本人の謎に触れ、戦後も九州・沖縄に残って研究を続けた。のちに久高島で伊耶輪波子と恋に落ちて神子をもうけるが、男子禁制である伊耶輪神女の秘密に深入りしすぎたため島を追放され、北海道に帰って別の女性との間に岳彦をもうける。ライフワークである「火の民族仮説」を完成させるため再び久高島を訪れたことを発端に、神子と「ヤマタイカ」に深く関わってゆくことになる。
熱雷岳彦（あたらい たけひこ）
神子の腹違いの弟。卑弥呼にもいたという補佐役の立場を守り、神子を様々な場面で助け活躍する。伊耶輪神女の審神者。神子には及ばないながらも超能力を持ち、オモイマツカネ・オモイカネで力を増幅できるようにもなる。後半では神子と別行動をとり、北海道から「ヤマタイカ」を率い南下する。
石上明（いしがみ あきら）
月刊「歴史とロマン」誌の記者。神子や熱雷草作と知り合い、「ヤマタイカ」の始終を見届ける。他の星野作品にも登場する。
島伊都子（しま いとこ）
西南大学の考古学助手。柔軟で鋭い知性をもち、熱雷草作の「火の民族仮説」を支持する。阿蘇で発見された巨大銅鐸の鋳型を調査していた際、石上との縁で草作らと出会い、同行するうちに草作を愛するようになった。岳彦が神子について沖縄にいた一年間、草作と二人で生活していたらしい。草作の子を身ごもり、エピローグでは女の子を抱いて沖縄を訪れる。
神女たち
神子に付き従う神女は通常四人いるが、メンバーが欠けると補充されるらしく、勢理と伊江の死亡後も四人になっている。名前が不明の者もいる。
勢理（せり）
初期からいた神女。控えめで純情。岳彦に思いを寄せるが、東大寺での戦いで岳彦をかばって重傷を負い、死亡した。
伊江（いえ）
初期からいた神女。活動的な性格。伊勢朝熊山での戦いで、金剛阿・金剛吽の率いる僧兵に襲われ死亡した。
美里（みさと）
初期からいた神女。物語後半、岳彦に同行して北海道に渡った。いつの間にか岳彦と結ばれたらしく、エピローグでは沖縄で結婚し妊娠している。

瀬名（せな）
初期からいた神女。物語後半、岳彦に同行して北海道に渡った。ほとんどセリフがなかった。
秋名（あきな）
補充メンバーらしい。美里・瀬名とともに、岳彦に同行し北海道に渡った。
伊耶輪波子（いざわ なみこ）
神子の母。伊耶輪宗家の神女で指導的立場にいるが、熱雷草作との過去のいきさつから苦悩を抱えている。
首里姫古絵（しゅり きこえ）
琉球王朝の末裔にして沖縄第一の財閥、首里家の当主。神女でもあり、神子たちを経済的に支援する。いずれは自身が神女王にとの野心を持っており、終盤そこを広目につけ込まれ操られる。
城（ぐすく）
首里の運転手兼ボディガード。健児という弟がいる。
綾門（あやじょう）
首里が呼び寄せた沖縄神女団のリーダー。集団でオモイマツカネに思念を送り、神子の能力を増強する。伊勢朝熊山での戦いで、僧兵の攻撃で重傷を負いながらも、最後の念で神子をパワーアップさせ、死亡した。

### 「日の民族」勢力
四天王（してんのう）
広目（こうもく）
サイコメトリー能力を持つ。他の四天王から能力を引き継ぐ「法力転譲来」により、物語後半には1人で4人分の能力を備えたばかりか、草薙剣（天叢雲剣）など三種の神器を手に入れ、日本武尊の霊力をもって神子に挑む。またオモイカネに対抗する巨大鉄鐸「オモイクロガネ」を造り、オモイカネの力を封じる。ヤマト艦上での最終決戦において岳彦から致命傷を与えられるが、最後の力で神子を抱きしめ、自分の体に刺さっていた剣で彼女を突き刺し絶命する。　
持国（じこく）
念動力を使う。宇佐での戦いで、卑弥呼が憑依した神子に空中に飛ばされ、落下して死亡した。
増長（ぞうちょう）
怪力の巨漢。山鹿・阿蘇での戦いでいずれも重傷を負うがその都度復活。神子に対する憎悪は理性を失うほどで、執拗に襲いかかるが、東大寺での戦いで岳彦の操るオモイマツカネにより大仏殿の屋根から落とされ、とどめに首の骨を折られて死亡した。
多聞（たもん）
弘法大師が会得したという真言の速読記憶術「虚空蔵求問持法」により、コンピュータ並みのデータ処理能力を持つ。またその法力は強大で、東大寺の戦いでは呪法の最終兵器「不動明王呪」を発動し、大仏を動かして神子たちを襲う。大仏殿炎上に伴い死亡した。
金剛阿、金剛吽（こんごうあ、こんごううん）
大空阿闍梨の命を受け、真言の僧兵を率いて神子一行に立ち向かう。普段は高野山を本拠としている。大空阿闍梨からの信頼は四天王よりも厚いらしく、四天王にも知らされない日の民族の秘密を知っていた。伊勢朝熊山での戦いで神子を追い詰めるが、綾門らの働きにより敗れる。
日光尼、月光尼（にっこうに、げっこうに）
東大寺の中門を守る二人の尼僧。催眠効果のある香を焚き神子を苦しめるが、意識を取り戻した神子に無力化される。
大空阿闍梨（たいくう あじゃり）
四天王や金剛兄弟に命じて「ヤマタイカ」阻止を図る、日の民族の守護者たる高位の仏僧。東大寺を本拠とする。

### その他
菊池鉄吉（きくち てつきち）
阿蘇中岳の立入禁止区域に、勝手に集落を作って生活していたホームレス集団のリーダー格。神子の一行と出会い、「ヤマタイカ」に自身の人生観に通じるものを感じて協力、群衆を巻き込みながら北上する。
神（じん）
陸上自衛隊の二佐。師団長不在の第9師団司令部（青森）で、ねぶたの群衆が「ヤマタイカ」と化して南下するのを阻止するよう総監部から命令される。戦車隊を率いて出動するが、自国民を殺傷することを嫌って反抗し、岳彦たちを助ける。
ライアン博士
アメリカ合衆国の女性科学者。半物質化したヤマトを無力化するため、軍に「電磁場ジェネレーター」建造を指示。それを搭載した空母「ユナイテッド・ステイツ」に自ら乗艦してヤマトに迫る。
藤原（ふじわら）
日本の総理大臣。戦後50年かけて再建してきた「権威と権力と管理主義の日本」を再びぶちこわす「ヤマタイカ」を嫌い、自衛隊を動かすなどして阻止を図る。日の民族を象徴する人物。

## 補足
- 物語の始まりと終わりの舞台となる沖縄県久高島は琉球最高の聖地であり、12年に一度行われる奇祭「イザイホー」で知られる。久高島のこの祭祀は、民俗学上、日本の古代祭祀の形跡を多く残すものとして1978年に注目を集めた。作中でこの島を指すと思われる「妣の国」とは古事記でスサノオが「根の国＝常世」を指して呼んだ言葉であり、これは琉球の「ニライカナイ」の概念に重ねられるが、作中で久高島をヤマトの古代信仰の「妣の国」と定義したのは、こうした当時の民俗学の論壇を理解しなければならない。
- 劇中の東大寺の大仏が動くシーンは、作者は当初そのつもりはなかったが、もし諸星大二郎がヤマタイカを描いていたら絶対動かすだろうなと思い直し動かすことに決めたという。あとで話を聞いてみたら諸星は「この大仏、動くんじゃないか」と言っていたそうである。
- 広目はいまわの際に、アマテラスの化身となった神子を見つめて「大日如来」とつぶやくが、神仏習合思想である本地垂迹説によれば、天照大神は大日如来を本地仏としている。なお、最期に彼が神子に見せた表情から、文庫版最終巻でコメントを寄せた田中芳樹は広目が神子を愛していたと思われる、と推察している。
- 作中では、日本の踊狂現象がほぼ60年周期で行われてきたとし「ヤマタイカ」の前回の踊狂現象を戦争の時代としていた。現実には、その約60年後はバブル景気の盛衰期にあたる。また「TVタックル」では、それはジュリアナブームであるという指摘も行われていた。
- 1992年文化庁芸術祭主催公演にて、バレエ演出家である横井茂演出によりバレエ舞台化された。

## サブタイトル
- 第1部:東遷編
  - プロローグ
  - 第1章：妣（はは）の国
  - 第2章：火の国
  - 第3章：神話の国
  - 第4章：東征（とうせい）の国
  - 第5章：根の国
  - 第6章：神風の国
  - 第7章：大和（ヤマト）の国
- 第2部：東征編
  - 第1章：ヤマト復活
  - 第2章：オキナワ海戦
  - 第3章：ヤマトタケルの剣
  - 第4章：隼人（はやと）の盾
  - 第5章：我等の国土（アイヌ・モシリ）
  - 第6章：阿弖流為（アテルイ）の道
  - 第7章：縄文戦艦
  - 第8章：マツリ燃ゆ
  - エピローグ：妣（はは）の国

- 参考：『ヤマトの火』（未完）
  - 第一部 火の民族仮説
    - 序章 北海道
    - 第1章 沖縄
      - 仮説1 ニライカナイ・祭
      - 仮説2 女神再臨
      - 仮説3 古代巫女団
      - 仮説4 火・炎・銅・鐸
      - 仮説5 阿蘇火山

    - 第2章 火の国
      - 仮説6 超古代銅鐸・オモイカネ
      - 仮説7 邪馬台国
      - 仮説8 火山列島
      - 仮説9 起源・火の国
      - 仮説10 卑弥呼＝アマミキヨ!?
      - 仮説11 火の巫女王
      - 仮説12 阿蘇山噴火
      - 仮説13 邪馬台国滅亡

## 書誌情報
- 潮出版社コミックス版（全6巻）
  - 第1巻（1987年刊行）
  - 第2巻（1988年刊行）
  - 第3巻（1989年刊行）
  - 第4巻（1990年刊行）
  - 第5巻（1990年刊行）
  - 第6巻（1991年刊行）
- 潮ビジュアル文庫（全5巻）
  - 第1巻（1997年刊行、第1部第1章まで収録、解説エッセイ、安本美典）
  - 第2巻（1997年刊行、第1部第7章途中まで収録、解説エッセイ、横井茂）
  - 第3巻（1997年刊行、第2部第2章まで収録、解説エッセイ、豊田有恒）
  - 第4巻（1997年刊行、第2部第5章まで収録、解説エッセイ、喜納昌吉）
  - 第5巻（1997年刊行、解説エッセイ、田中芳樹）
- 光文社コミック叢書シグナル レジェンド オブ ヤマタイカ（全5巻）
  - 第1巻 2006年12月発行 ISBN 978-4334901356
  - 第2巻 2007年1月発行 ISBN 978-4334901363
  - 第3巻 2007年2月発行 ISBN 978-4334901370
  - 第4巻 2007年3月発行 ISBN 978-4334901387
  - 第5巻（『ヤマトの火』） 2007年4月発行 ISBN 978-4334901394
- ヤマトの火（メディアファクトリーMF文庫、2005年刊行、［解説］星野之宣）ISBN 978-4840112185